# 永州市社
永州市社（越南语：／），是越南朔庄省下辖的一個市社。當地華人稱之爲「珠洋市」、「朱洋市」。

## 地理
永州市社北接美川县和镇夷县，西接薄寮省薄寮市和永利县，南和东临南中国海。

## 历史
2011年8月25日，永州县改制为永州市社；永州市镇改制为第一坊，永州社改制为第二坊，永福社改制为永福坊，庆和社改制为庆和坊。

## 行政区划
永州市社下辖4坊6社，市社人民委员会位于第一坊。
- 第一坊（Phường 1）
- 第二坊（Phường 2）
- 庆和坊（Phường Khánh Hòa）
- 永福坊（Phường Vĩnh Phước）
- 和东社（Xã Hòa Đông）
- 乐和社（Xã Lạc Hòa）
- 来和社（Xã Lai Hòa）
- 永海社（Xã Vĩnh Hải）
- 永协社（Xã Vĩnh Hiệp）
- 永新社（Xã Vĩnh Tân）